# Strombach
Strombach is een stadsdeel in de stad Gummersbach in de Oberbergischer Kreis in Duitsland. Er is een school voor secundair onderwijs in Strombach. Strombach hoort bij het traditionele gebied van het Nederfrankische dialect Limburgs. 
Strombach ligt aan de Uerdinger Linie.

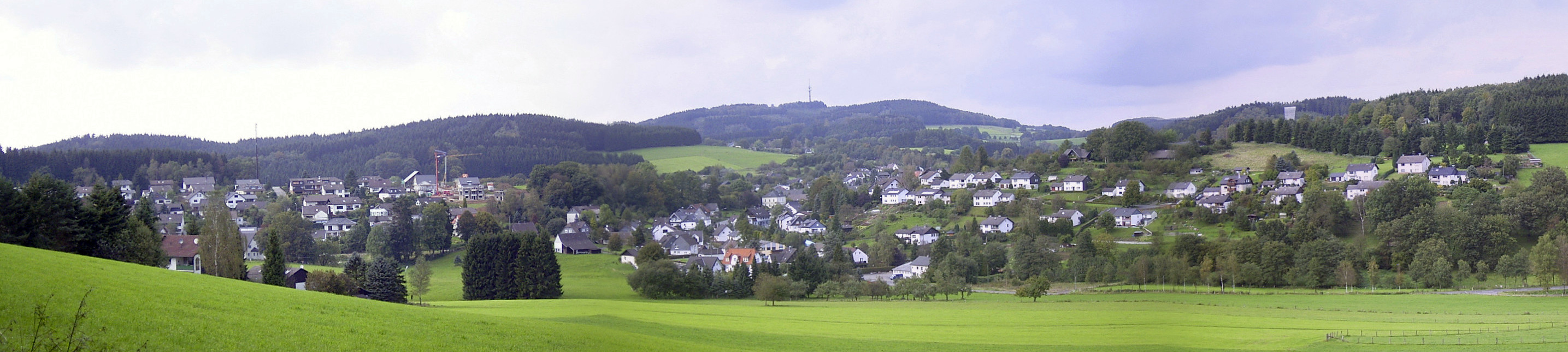
Strombach